# Macedônio de Aquileia
Macedônio (... - 557 ) foi um Bispo italiano, Arcebispo de Aquileia de 539 a 557.

## Biografia
Macedônio foi nomeado Arcebispo de Aquileia por volta de 539. Segundo o historiador Dandolo, mandou construir em Grado uma Igreja dedicada a São João Evangelista. Ele estava em desacordo com as decisões do Segundo Concílio de Constantinopla.